# Geert Omloop
Geert Omloop (Herentals, 12 februari 1974) is een voormalig Belgisch wielrenner. Hij maakte naam als specialist van de "kermiskoersen", maar veroverde in 2003 verrassend de Belgische nationale titel in Vilvoorde, waar hij Jurgen Van Goolen in de spurt versloeg. Het jaar daarop werd hij nog tweede in het Belgische kampioenschap in Tessenderlo, waar hij in de spurt geklopt werd door Tom Steels. Zijn neef Wim Omloop was eveneens beroepsrenner.
Omloop kondigde op 11 oktober 2010 aan dat de Nationale Sluitingsprijs, die een dag later werd verreden, zijn laatste wedstrijd zou zijn als prof. In deze laatste wedstrijd kwam hij echter zwaar ten val. Bij deze val scheurde hij zijn nier, maar reed desondanks toch de wedstrijd uit.

## Belangrijkste overwinningen
1999
- Omloop van het Waasland
- Omloop van de Vlaamse Scheldeboorden

2001
- GP Rudy Dhaenens
- GP Alphonse Schepers
- Omloop van het Houtland

2002
- Sluitingsprijs Zwevezele
- Nationale Sluitingsprijs

2003
- Nationaal kampioenschap België op de weg, Elite
- Omloop van het Waasland
- GP Stad Zottegem
- Omloop van de Gouden Garnaal
- Omloop van het Houtland

2004
- GP Rudy Dhaenens

2005
- Omloop Mandel-Leie-Schelde

2006
- Heusden

2007
- Gullegem Koerse
- Profkoers van Mere
- Omloop van de Gouden Garnaal

2008
- Rushesklassement Ronde van België
- Heistse Pijl

2009
- Ronde van het Groene Hart
- Sluitingsprijs Zwevezele

2010
- GP Raf Jonckheere
- Tussensprintklassement Delta Tour Zeeland

## Resultaten in voornaamste wedstrijden
| Jaar | Gent-Wevelgem | Ronde van Vlaanderen | Kuurne-Brussel-Kuurne | Parijs-Brussel |
| ---- | ------------- | -------------------- | --------------------- | -------------- |
| 1999 | 85e           |                      |                       |                |
| 2000 | 20e           | 93e                  |                       | 47e            |
| 2001 |               |                      |                       | 42e            |
| 2003 |               |                      | 8e                    |                |
| 2004 | 43e           | 98e                  | 5e                    |                |
| 2005 |               |                      |                       | 90e            |
| 2006 |               |                      |                       | 84e            |
| 2007 |               |                      |                       | 99e            |
| 2008 | 124e          |                      |                       |                |
| 2010 |               |                      |                       | 144e           |

## Ploegen
- 1997: Eredol Chemie Bayer-Wörringen
- 1998: Spar - RDM
- 1999: Spar - RDM
- 2000: Collstrop-De Federale Verzekeringen
- 2001: Collstrop-Palmans
- 2002: Palmans-Collstrop
- 2003: Palmans-Collstrop
- 2004: MrBookmaker.com-Palmans
- 2005: MrBookmaker.com-SportsTech
- 2006: Unibet.com
- 2007: Jartazi
- 2008: Mitsubishi - MKG - Jartazi
- 2009: Palmans-Cras
- 2010: Palmans-Cras